# 敌对水域：安泰崛起
《敌对水域：安泰崛起》（又译作），是2001年发售的一款战车策略游戏，由Rage Software开发和发行，可在Windows游玩。该作的灵感来自1988年Realtime Games出品的游戏《航母指挥》。

## 剧情
《敌对水域》的剧情发生在一个战争已被废除的乌托邦未来。2012年，人民发起了一场对抗腐朽贪权的政客和商人（他们又被统称为“老卫队”）的革命战争。战争发起二十年后的2032年，世界在纳米技术组装机的帮助下已被重建为乌托邦。纳米技术组装机被用于“创造引擎”，可无耗能从能源和废物中创造物质。新统一的世界由一个名为中央的政府进行统一管理。
突然有导弹从未知地点向世界各地的主要城市发动袭击。最终调查发现导弹来自南太平洋的一个岛链上。作为对导弹袭击的回应，一支特种部队被派遣对导弹来源进行进一步调查。情报部不就便失去了与特种部队的联系，致使中央决定重新启用安泰计划。“安泰”是一种可以利用其搭载的纳米技术创造引擎制造任何武器的战舰，如今尚存两艘安泰舰留在海底以备紧急情况。舰上携带有一系列“灵魂捕手”芯片，该芯片是1990年代起便开始研究的机密军事项目，可用于将人类大脑功能存储在硅芯片上。安泰号船上的船员均装配该芯片。中央很快发现其中一艘安泰舰无法对唤醒信号做出响应，另一艘的船体关键部件也遭到了严重损坏。随后中央下令安泰舰前往附近一处废弃的浮动船坞接受维修。
安泰号从浮动船坞驶出后在敌军基地中发现了一种尚未有任何记录的生物。中央确定导弹袭击发动者的身份是老卫队的残余势力。老卫队拥有中央军多出一千倍的兵力，而这些兵力来自于部分老卫队成员在战争明显失败时将其隐藏起来以待不时之需。安泰号被派往老卫队的前进之路上以阻止老卫队在那里的行动。中央发现老卫队除了兵力上的优势外，他们还设计了一种外观设计像外星人的有机机器人。老卫队打算利用这种生物让中央治下的居民产生外星人入侵的恐惧，以便更轻松地接管世界并取缔公众对创造引擎的使用权。
老卫队后来失去了对有机机器人的控制，它最终背叛了它的主人并消灭了他们。有机机器人开始扩散并试图通过改变行星的气候和地表来消灭人类，并把地球改造成更适合有机机器人生存的形态。有机机器人在消灭了它的创造者之后决定使用巨大的“分解炮”将从地球上的所有人类清除，但最终被安泰号阻止。有机机器人随后试图通过从一个巨大的人工岛向太空发射大量“文化石”（文化石既是信息设备，也是创造引擎）逃向宇宙，并殖民周围的行星和恒星。中央的唯一选择是将安泰号的创造引擎和从外星人那里窃取的分解炮绑定在一起，创建一个临时炸弹，并在包含文化石的中央“柱”处引爆。最后计划成功，安泰号牺牲了但得以拯救世界。
终幕过场动画显示了分解炮和安泰号的创造引擎逐渐靠近并融合并创造出了全新的东西，并且两块有机机器人的文化石成功进入了太空。

## 游戏玩法
每个任务都发生在一个设有各种防空和地面防御设施的敌方岛屿上或附近，岛上散布着由石油井和燃油容器提供动力的分散的单位生产复合体。玩家可以摧毁这些单位生产复合体，以阻止敌人替换被摧毁的军队。
在安泰号上可以建造载具，陆地载具可以通过空运的“喜鹊”运送到指定位置。可用初始能源和回收敌人机体残骸得到的能源来建造各种载具。不同运输直升机如“天马”可以装载物体并用较少的资源将其空运到舰上的回收系统中。航母可以在安泰号巡洋舰后部解析它解体的物体，并通过这种方式“取样”它们来解锁游戏中的多种车辆和物品。
游戏中有许多车辆，随着任务的进展逐渐解锁。车辆包含许多装备槽位以及多种可在车辆中使用的不同类型的武器。可设计多种车辆设备组合。

## 开发
该游戏由12人小组开发。 

## 评价
| 汇总媒体   | 得分   |
| ---------- | ------ |
| Metacritic | 80/100 |

| 媒体            | 得分   |
| --------------- | ------ |
| Edge            | 8/10   |
| Game Informer   | 8/10   |
| GamePro         | [ 5 ]  |
| Game Revolution | B+     |
| GameSpot        | 8.5/10 |
| GameSpy         | 79%    |
| IGN             | 8.7/10 |
| 次世代          | [ 10 ] |
| PC Gamer美国    | 80%    |

该作在评论聚合网站Metacritic上获得了“好评”。  NextGen的卡拉·哈克 (Carla Harker) 表示：“当您走上《安泰崛起》的战场时，您会感觉自己就像一位身临战场的将军”Rock,_Paper,_Shotgun的联合创始人基伦·吉伦将该作评为是21世纪第一款伟大的作品，并对该作尚未发布的多人游玩补丁而感到遗憾。